# 焦恩格尔·胡依山
焦恩格尔·胡依山（1995年2月1日—），中国大陆职业男子篮球运动员，司职中鋒，现效力于CBA联盟的南京同曦男籃。

## 生平
焦恩格尔·胡依山為哈薩克族，出生于新疆塔城地区托里县庙尔沟镇登格克村。2013年，烏魯木齊101中學教練潘明輝至塔城相中了焦恩格爾的天分，將其帶到烏魯木齊市接受正規籃球訓練。

### 大學生涯
焦恩格尔大學於新疆大學擔任中鋒。CUBA出賽17場，場均19.4分、13.5個籃板以及1.4次火鍋。
因為其亮眼的表現，焦恩格尔被球迷稱作“西北賽區第一中鋒”。

### 職業生涯
2020年夏季，焦恩格尔参加了在福建泉州舉辦的CBA選秀；最终，在该年度选秀大会上，在第一轮第6顺位被南京同曦男籃选中，開啟其職業生涯。

## 人物

### 技术特点
大学期间，焦恩格爾當時為CUBA同期身高最高的球員，憑藉其高大壯碩的身材在籃下取得相當大的優勢，也具有足夠威脅的面框腳步，加上不差的中投能力，使其成為公认的西北赛区第一中锋。进入职业联赛后，焦恩格爾的身材優勢相對較小，加上籃球訓練起步較晚導致的經驗不足，因此上場時間縮短，但憑藉其在場上的內線活力依然是南京同曦的重要輪替成員

### 球衣号码
- 13号：在新疆大学與南京同曦效力时使用的号码。[1][5]

## 数据

### CBA常规赛
| 賽季    | 球隊     | GP | GS | MPG  | FG%  | 3P% | FT%  | RPG | APG | SPG | BPG | PPG |
| ------- | -------- | -- | -- | ---- | ---- | --- | ---- | --- | --- | --- | --- | --- |
| 2020-21 | 南京同曦 | 45 | 8  | 13.9 | 49.0 | 0.0 | 76.0 | 3.8 | 0.8 | 0.2 | 0.2 | 5.0 |